# Place d'Italie (métro de Paris)
Pour les articles homonymes, voir Place d'Italie.
Place d'Italie est une station des lignes 5, 6 et 7 du métro de Paris, située au cœur du 13e arrondissement de Paris.

## Situation
Avec trois lignes de métro, il s'agit de la station centrale desservant le 13e arrondissement de la capitale française. Les quais des trois lignes sont établis sous la place éponyme, qui est le siège d'un important complexe de voies, avec le terminus de la ligne 5, l'accès à l'atelier d'Italie (ligne 6) et trois raccordements (entre les lignes 5 et 6, entre les lignes 6 et 7 et entre les lignes 7 et 5).
La station de la ligne 5 se trouve sous la place, en courbe sur la boucle du terminus. Celle de la ligne 6 est orientée est-ouest, côté est de la place à l'entrée du boulevard Vincent-Auriol. Enfin, celle de la ligne 7 est orientée nord-sud, à l'entrée de l'avenue d'Italie.

## Histoire
La station est ouverte le 24 avril 1906 en tant que terminus oriental de la « ligne 2 Sud » depuis Étoile (aujourd'hui Charles de Gaulle - Étoile), en remplacement terminus provisoire de Passy. Le 2 juin de la même année, la station de la ligne 5 est ouverte en tant que terminus de son premier tronçon depuis Gare d'Orléans (aujourd'hui Gare d'Austerlitz). Le 17 octobre 1907, la ligne 2 Sud est absorbée par la ligne 5, laquelle effectue ainsi le trajet Étoile - Lancry (actuelle station Jacques Bonsergent) jusqu'au 15 novembre 1907 où elle est prolongée de Lancry à Gare du Nord. Le point d'arrêt de la ligne 2 Sud, désaffecté depuis lors, sera réutilisé à la mise en service de la ligne 6 le 1er mars 1909, en tant que terminus occidental de celle-ci depuis Nation.
Le 15 février 1930, la station de la ligne 10 est ouverte à son tour avec l'inauguration de son prolongement depuis Odéon. Elle en constitue temporairement le terminus oriental depuis Invalides jusqu'au 7 mars de la même année, date à laquelle la ligne est prolongée jusqu'à Porte de Choisy. Le 26 avril 1931, son point d'arrêt est transféré à la ligne 7, qui effectue alors le trajet de Pré-Saint-Gervais ou de Porte de la Villette jusqu'au terminus sud de Porte d'Ivry, inauguré le même jour. Du 17 mai au 6 décembre 1931, le tronçon entre Place d'Italie et Étoile de la ligne 5 est intégré temporairement à la ligne 6, qui relie alors Étoile à Nation. La section absorbée lui est définitivement cédée le 6 octobre 1942, la ligne 5 étant amorcée à la boucle de la place d'Italie. C'est à cette date que la station a pris sa configuration actuelle, avec le passage des lignes 6 et 7 et la ligne 5 en terminus.
Comme un tiers des stations du réseau entre 1974 et 1984, les trois points d'arrêt ont été modernisés par l'adoption du style décoratif « Andreu-Motte », en jaune pour la ligne 5, bleu pour la ligne 6 et vert pour la ligne 7. Toutefois, le quai de la ligne 5 se verra ultérieurement retirer sa banquette maçonnée en carrelage jaune, laquelle était surmontée de sièges « Motte » caractéristiques reprenant sa teinte.
Du 25 juin à 2 septembre 2007, les quais de la ligne 5 ont été fermés afin de permettre une modification du plan des voies dans l'objectif de réutiliser la boucle d'Italie, pour augmenter la fréquence de la ligne. Son terminus est alors provisoirement reporté à la station voisine Campo-Formio.
Dans le cadre du programme « Renouveau du métro » de la RATP, les couloirs de la station ont été rénovés le 31 mars 2008. Au milieu des années 2010, la station de la ligne 7 connaît à son tour une modernisation mineure par la suppression des banquettes carrelées en vert au profit d'assises contemporaines de même couleur.
Du 25 novembre au 11 décembre 2015, les quais de la station de la ligne 6 (ainsi que l'extérieur d'une rame MP 73) ont été décorés sur le thème de Star Wars, à l'occasion de la sortie en salles de Star Wars, épisode VII : Le Réveil de la Force. À la fin de l'année 2016, ses banquettes à carreaux bleus sont remplacées à leur tour par des assises contemporaines de même couleur.
Elle doit sa dénomination à la place d'Italie, à la croisée de cinq grandes artères parisiennes, l'avenue éponyme : il s'agit du point de départ de la route reliant Paris à l'Italie, soit l'actuelle N7.
En 2019, selon les estimations de la RATP, 10,6 millions de voyageurs sont entrés dans cette station ce qui la place à la 14e position des stations de métro pour sa fréquentation sur 302,.
En 2020, avec la crise du Covid-19, 5 031 748 voyageurs sont entrés dans cette station ce qui la place à la 14e position des stations de métro pour sa fréquentation.
En 2021, la fréquentation remonte progressivement, avec 7 119 097 voyageurs qui sont entrés dans cette station ce qui la place à la quatorzième position des stations de métro pour sa fréquentation.

## Services aux voyageurs

### Accès
La station dispose de quatre accès :
- l'accès 1 « boulevard Auguste-Blanqui - Manufacture des Gobelins », constitué d'un escalier fixe orné d'un édicule Guimard inscrit au titre des monuments historiques par l'arrêté du 12 février 2016[10], débouchant au sud-ouest de la place d'Italie, au droit du no 2 de la rue Bobillot ;
- l'accès 2 « centre commercial Italie 2 », constitué d'un escalier fixe également agrémenté d'un entourage dessiné par Hector Guimard et classé monument historique, se trouvant au sud de la place, face au centre commercial Italie Deux, sur son parvis dénommé place Henri-Langlois ;
- l'accès 3 « boulevard Vincent-Auriol », constitué d'un escalier fixe doublé d'un escalier mécanique montant et doté d'un candélabre Dervaux, se situant à l'est de la place sur le terre-plein central du boulevard Vincent-Auriol, face au no 182 ;
- l'accès 4 « mairie du 13e - Manufacture des Gobelins », également constitué d'un escalier fixe, débouchant au nord de la place sur le parvis de la mairie du 13e arrondissement, à proximité du no 146 du boulevard de l'Hôpital.

Accès à la station
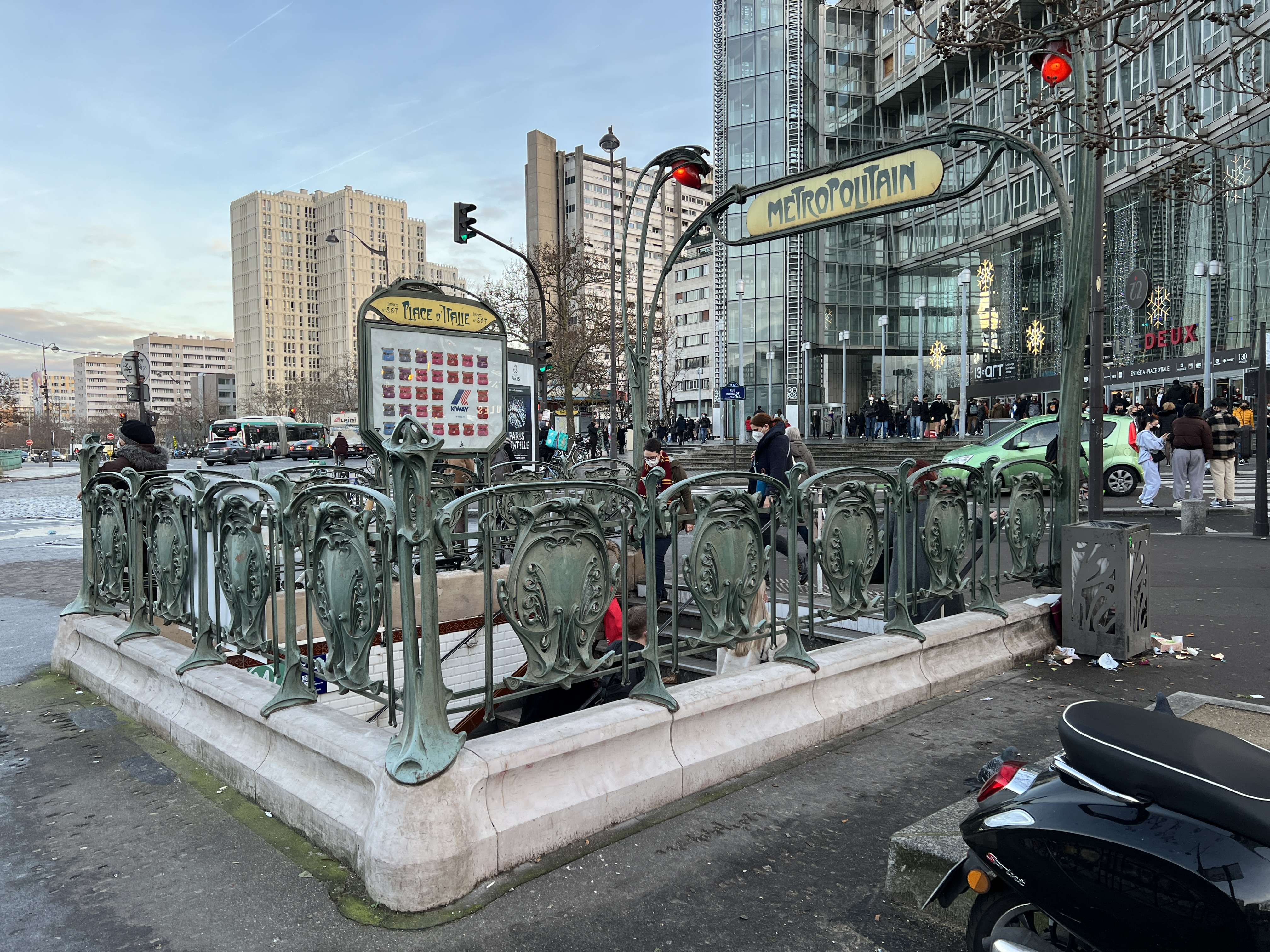
L'accès no 1, « Boulevard Auguste-Blanqui ».
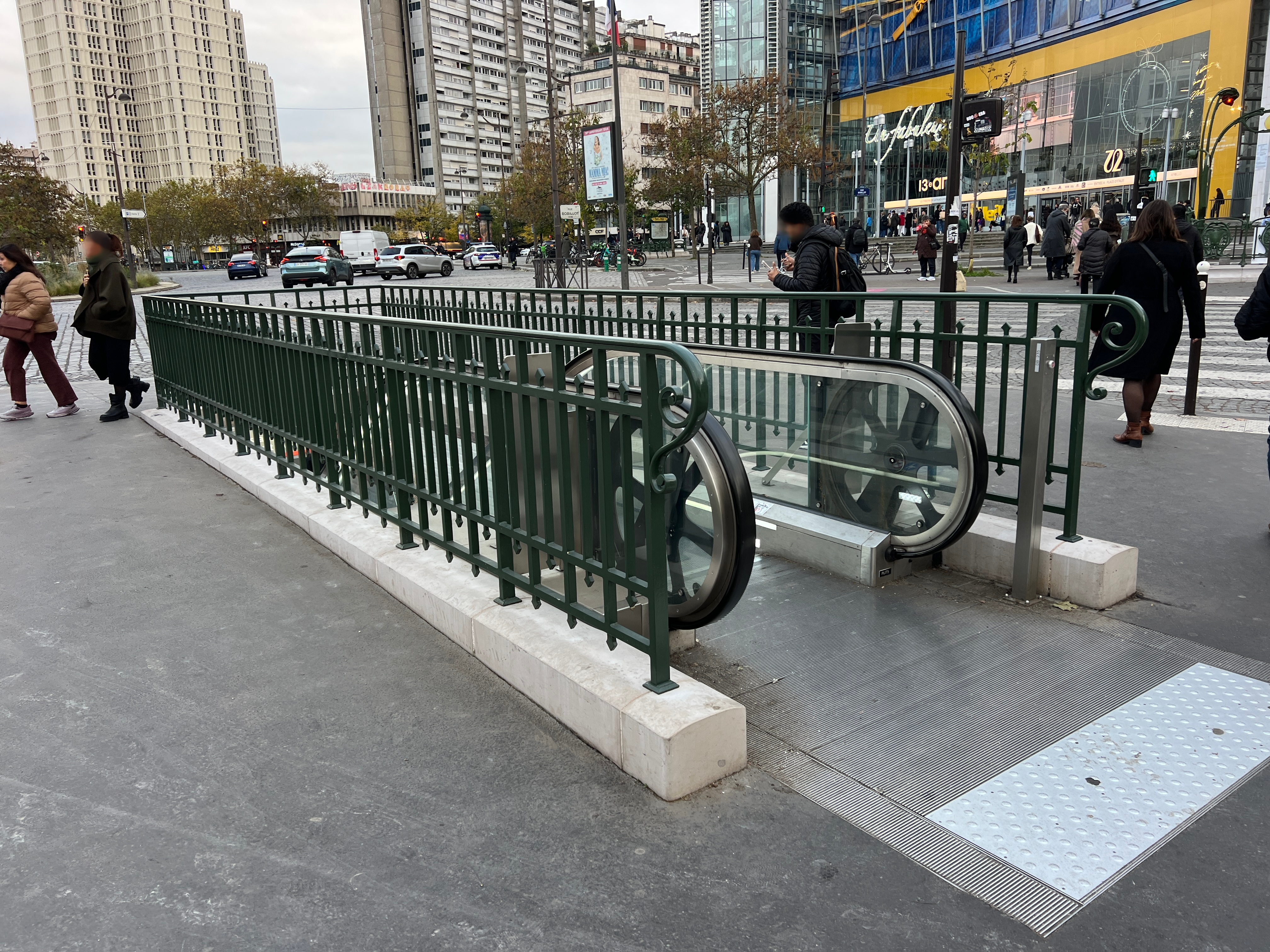
L'accès secondaire no 1.
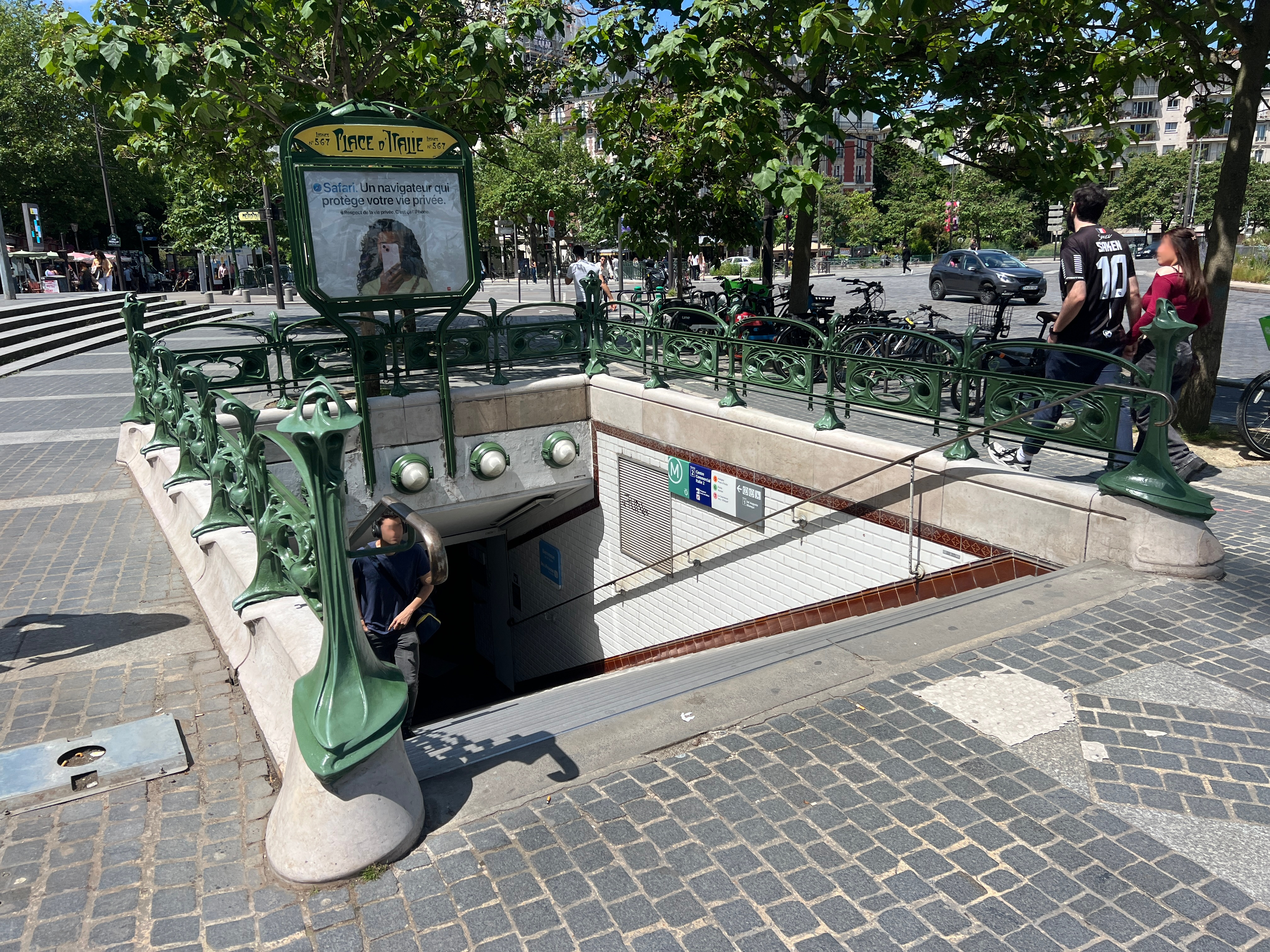
L'accès no 2, « Centre commercial Italie 2 ».
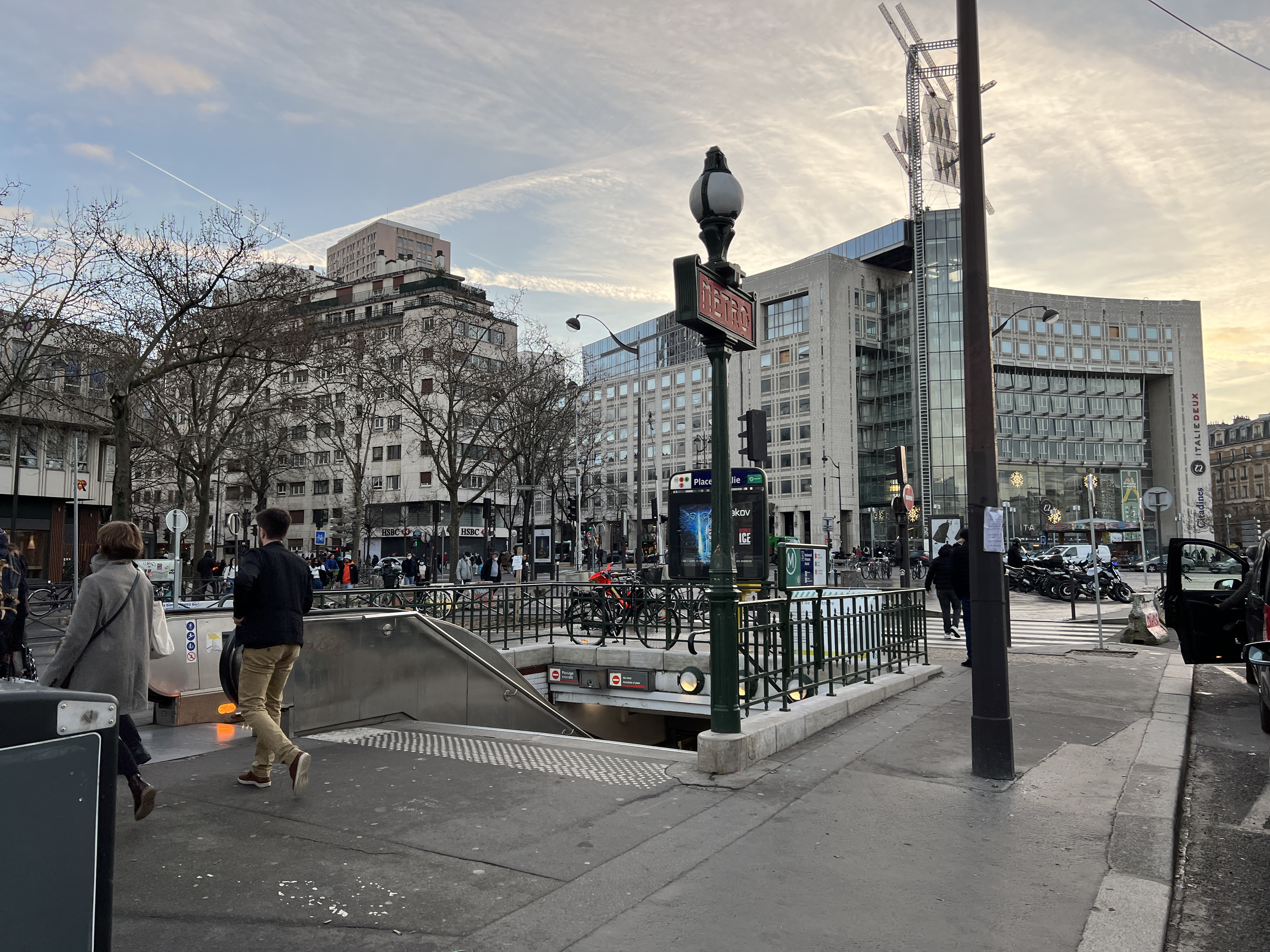
L'accès no 3, « Boulevard Vincent-Auriol ».
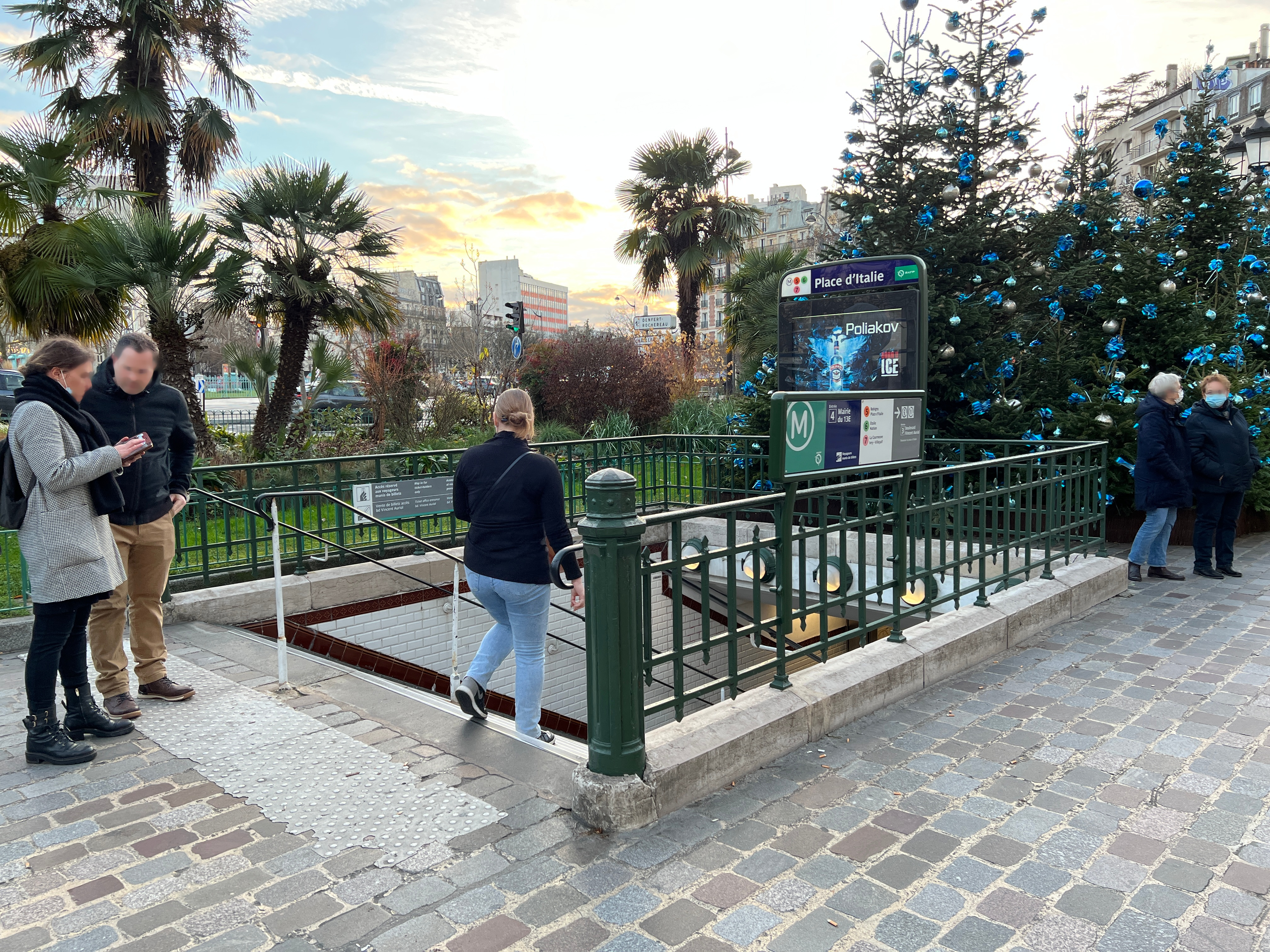
L'accès no 4, « Mairie du 13e ».

### Quais

Quais des trois lignes
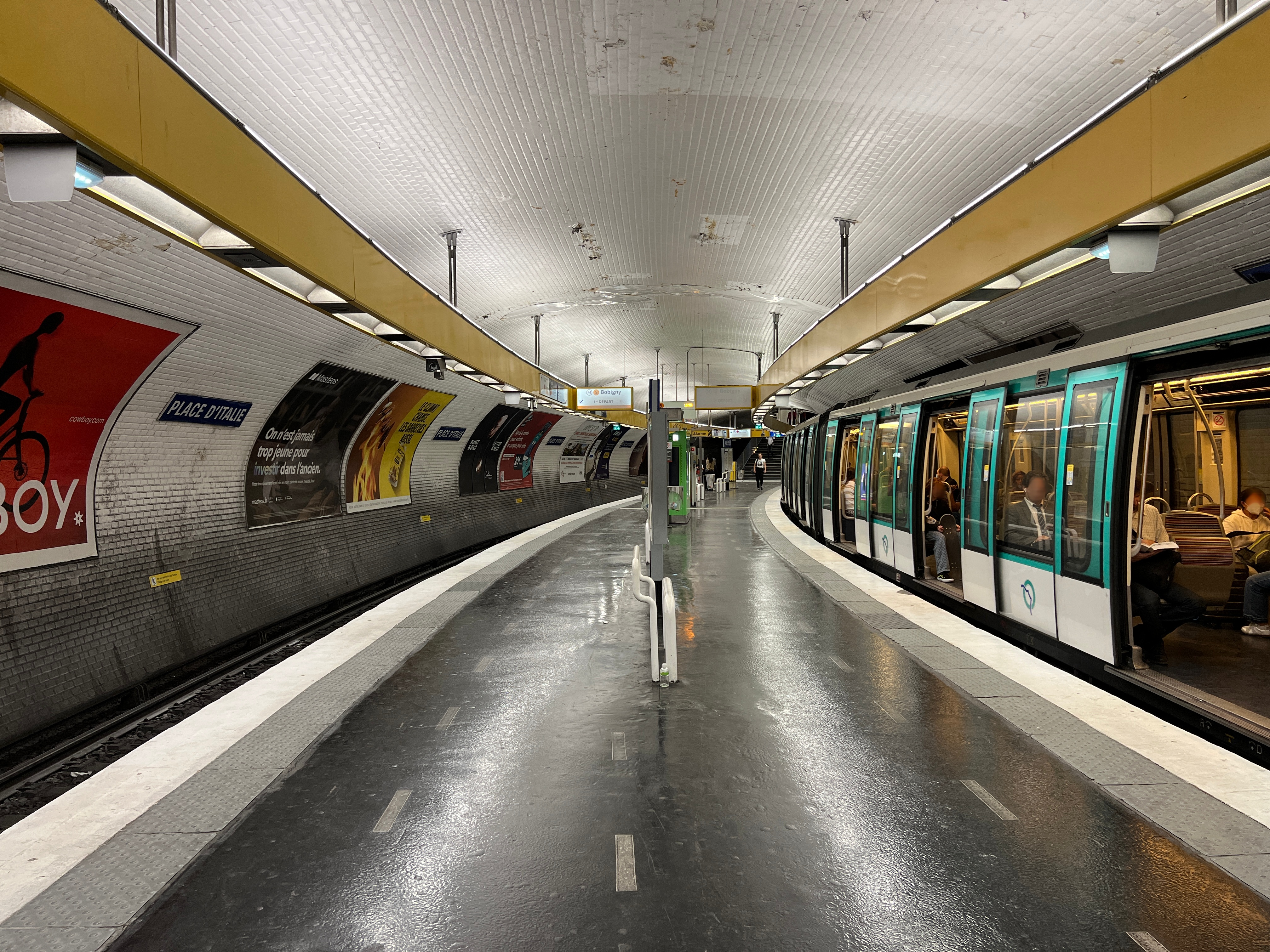
Quais de la ligne 5.
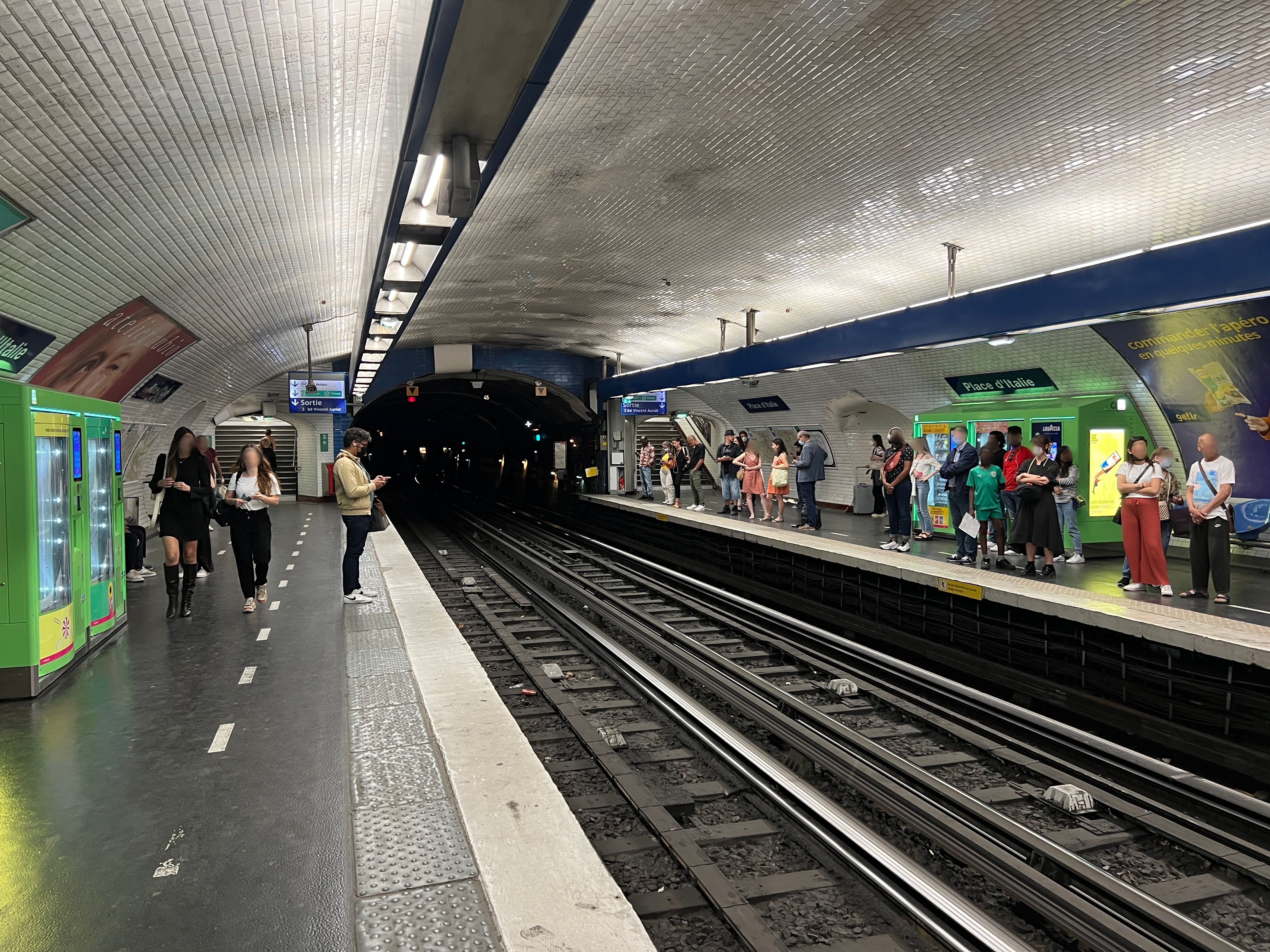
Quais de la ligne 6.
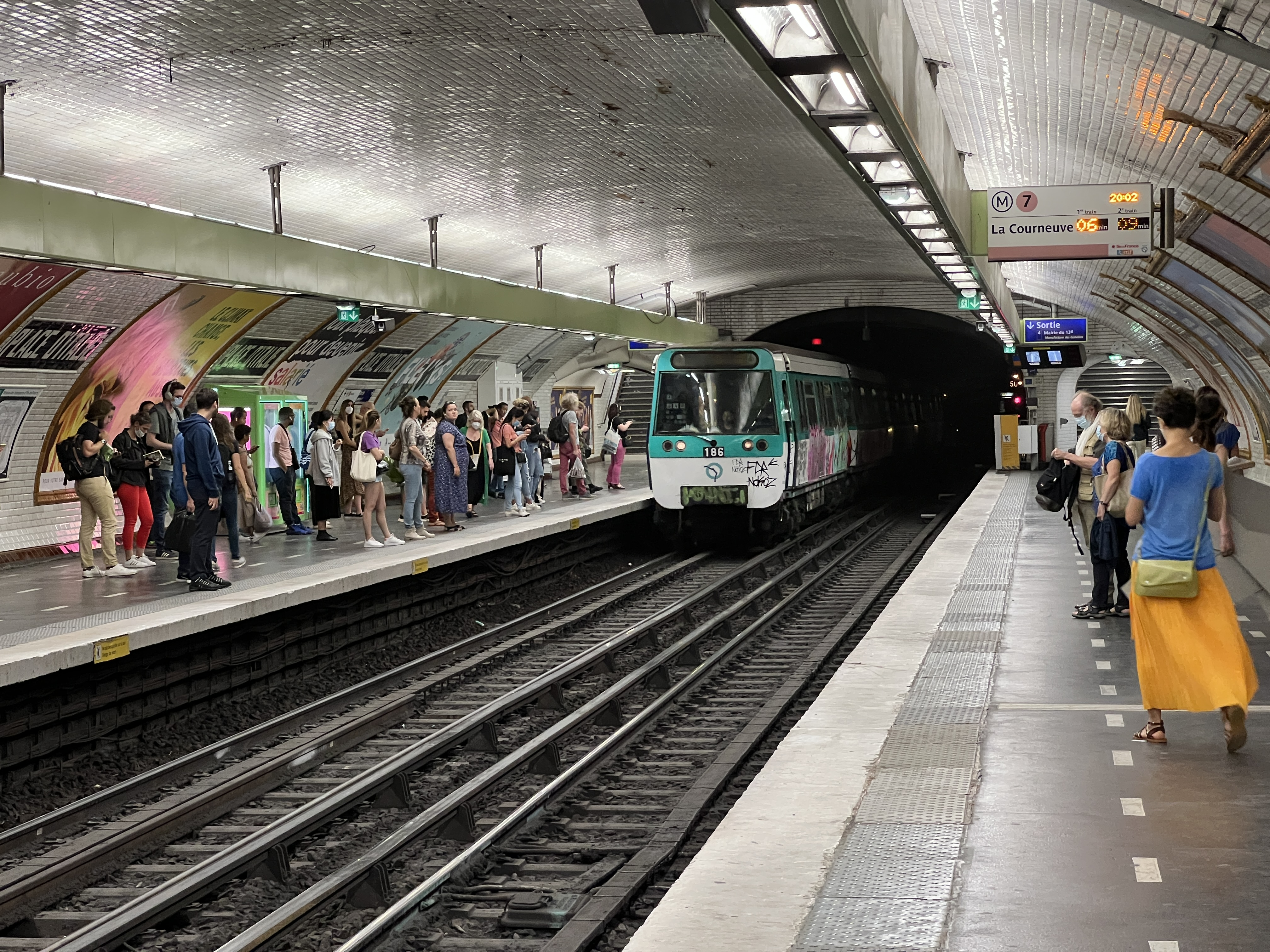
Quais de la ligne 7.

Chaque point d'arrêt possède une voûte elliptique ainsi qu'une décoration de style « Andreu-Motte », mais dont les banquettes et sièges caractéristiques ont été progressivement retirés au fil des années.
Le terminus de la ligne 5 se présente sous la forme d'une station en courbe avec deux voies encadrant un quai central. Le style « Motte » n'y est représenté que par deux rampes lumineuses jaunes, le quai possédant quant à lui quelques barres « assis-debout » blanches. Les carreaux en céramique blancs biseautés recouvrent les piédroits, la voûte et les tympans. Les cadres publicitaires sont métalliques et le nom de la station est inscrit en lettres capitales sur plaques émaillées.
Les quais de la ligne 6 sont de configuration standard : au nombre de deux, ils sont séparés par les voies du métro situées au centre. La décoration est matérialisée par deux rampes lumineuses bleues et des tympans traités en carrelage bleu plat, sauf au droit des débouchés des accès. Ces derniers sont recouverts de carreaux blancs biseautés, de même que les piédroits et la voûte. Les cadres publicitaires sont métalliques et le nom de la station est écrit sur des plaques émaillées en Helvetica, une police de caractère inhabituelle pour le métro parisien. Les sièges sont de style « Akiko » de couleur bleue.
La station de la ligne 7 est aussi à disposition classique. Elle possède deux rampes lumineuses vertes ainsi que des sièges « Akiko » de même teinte. Les carreaux de céramique blancs biseautés recouvrent les piédroits, la voûte, les tympans et les débouchés des couloirs. Les cadres publicitaires sont en faïence de couleur miel et le nom de la station est également en faïence dans le style de la CMP d'origine.

### Intermodalité
La station est desservie par les lignes 27, 47, 57, 59, 61, 64, 67 et 83 du réseau de bus RATP. La nuit, elle est desservie par les lignes N15, N22, N31 et N139 du réseau Noctilien.

## À proximité
- Mairie du 13e arrondissement
- Immeuble Grand écran, œuvre du Japonais Kenzō Tange, qui comprend bureaux et commerces. Il doit son nom au cinéma grand écran Gaumont, qui a fermé début 2006
- Centre commercial Italie 2
- Quartier de la Butte-aux-Cailles

Galerie de photographies
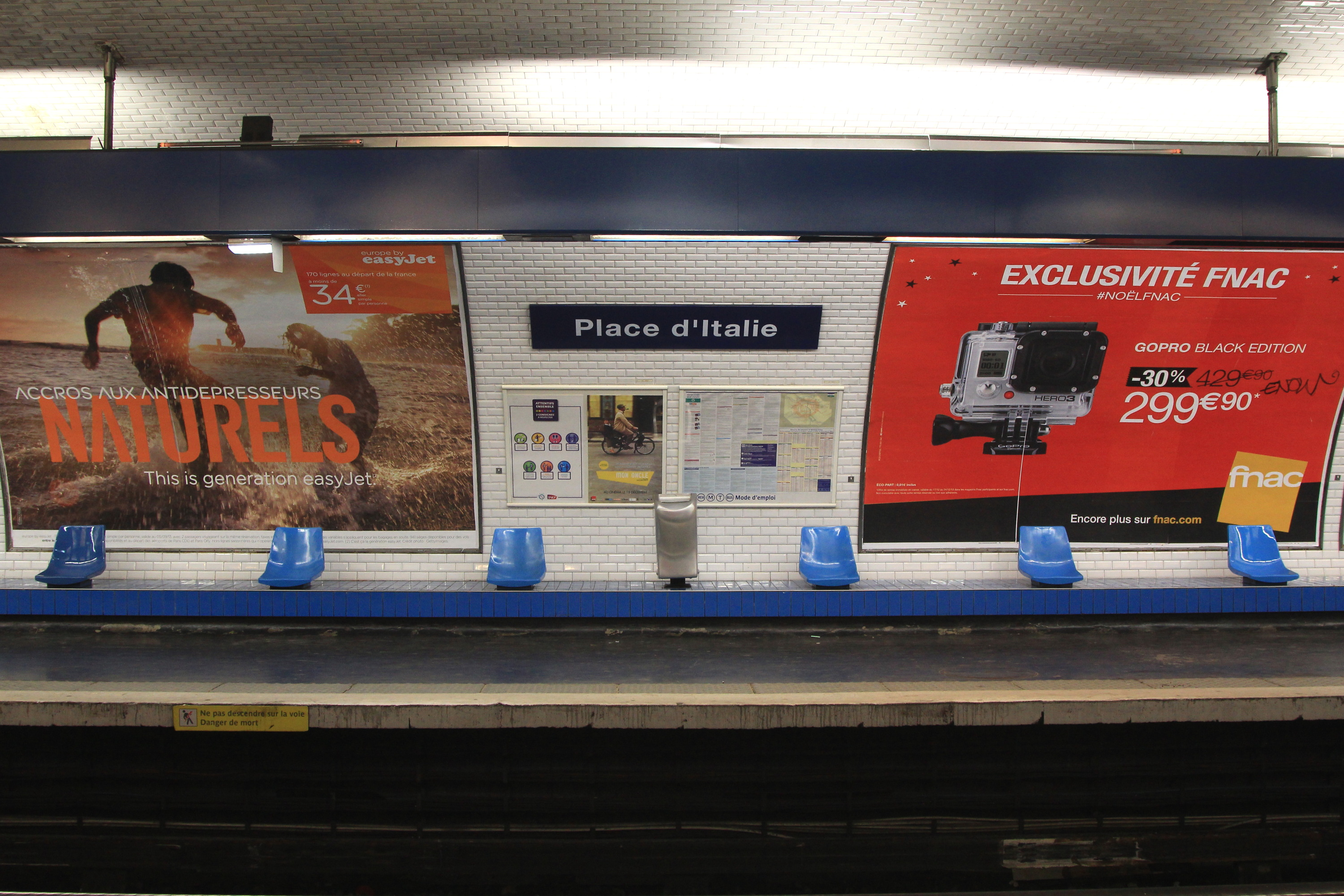
Quai de la station de la ligne 6.
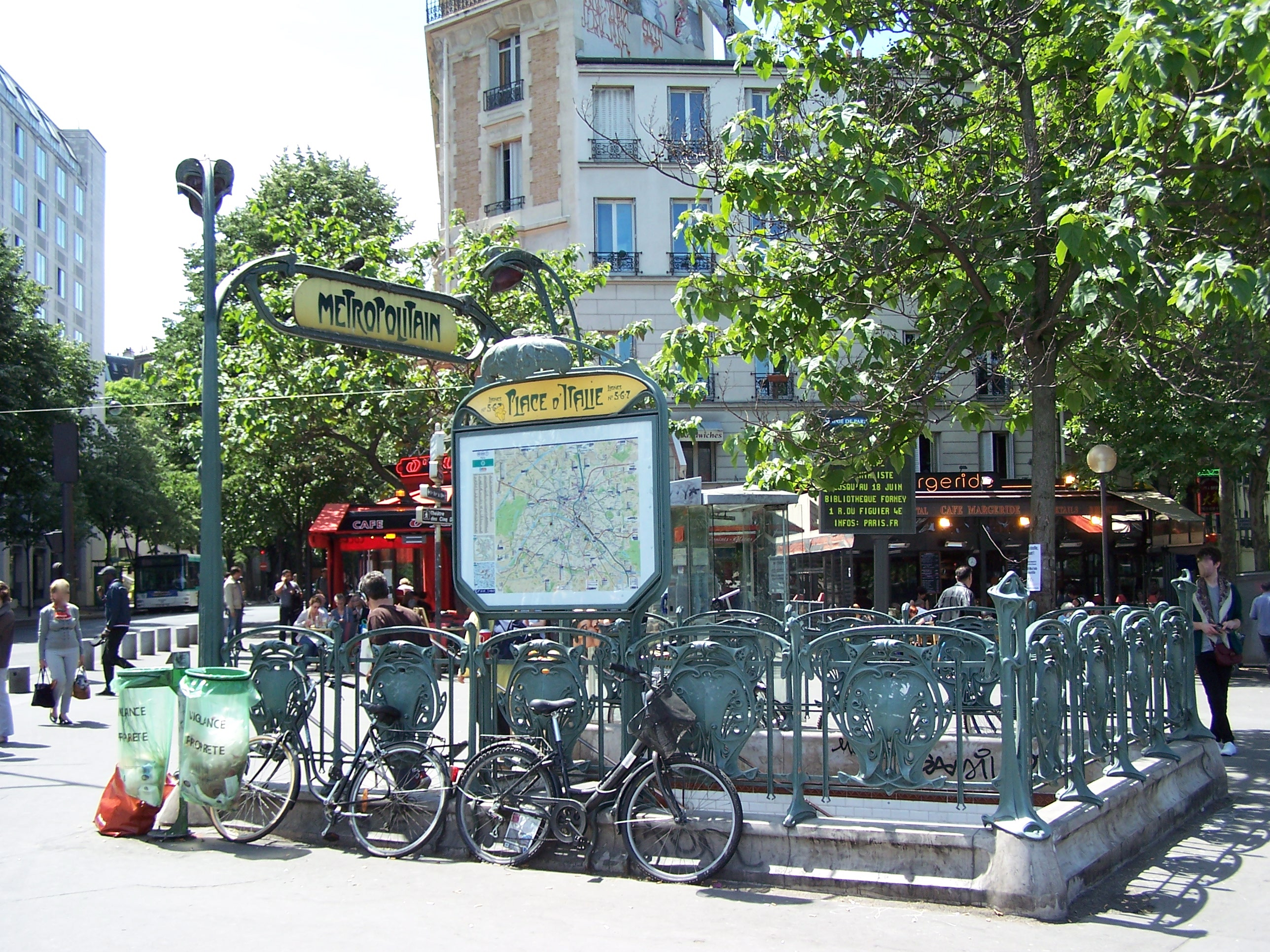
Un des édicules d'accès, classé aux monuments historiques.
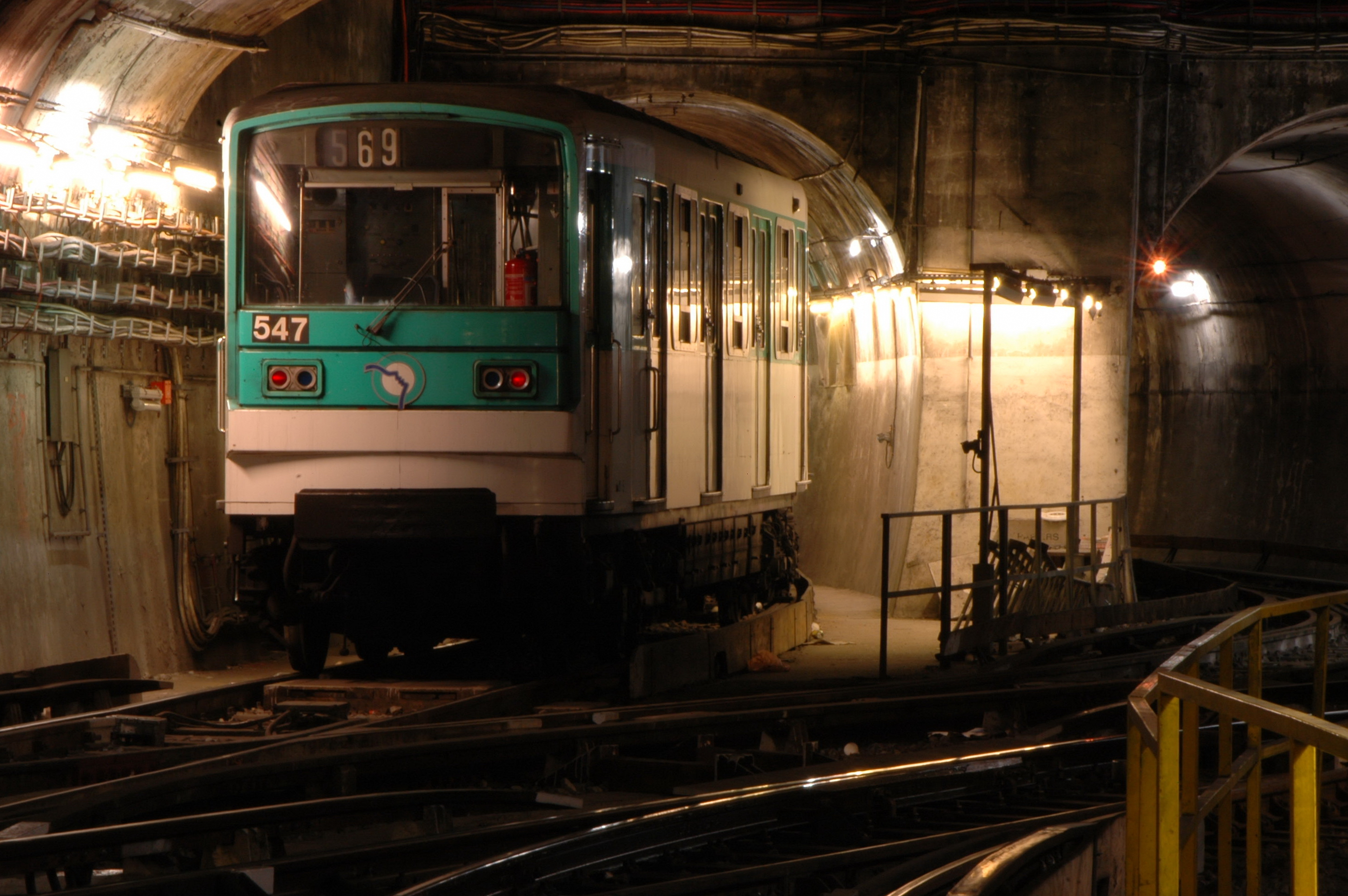
Un métro de type MF 67 dans un raccordement de la station.
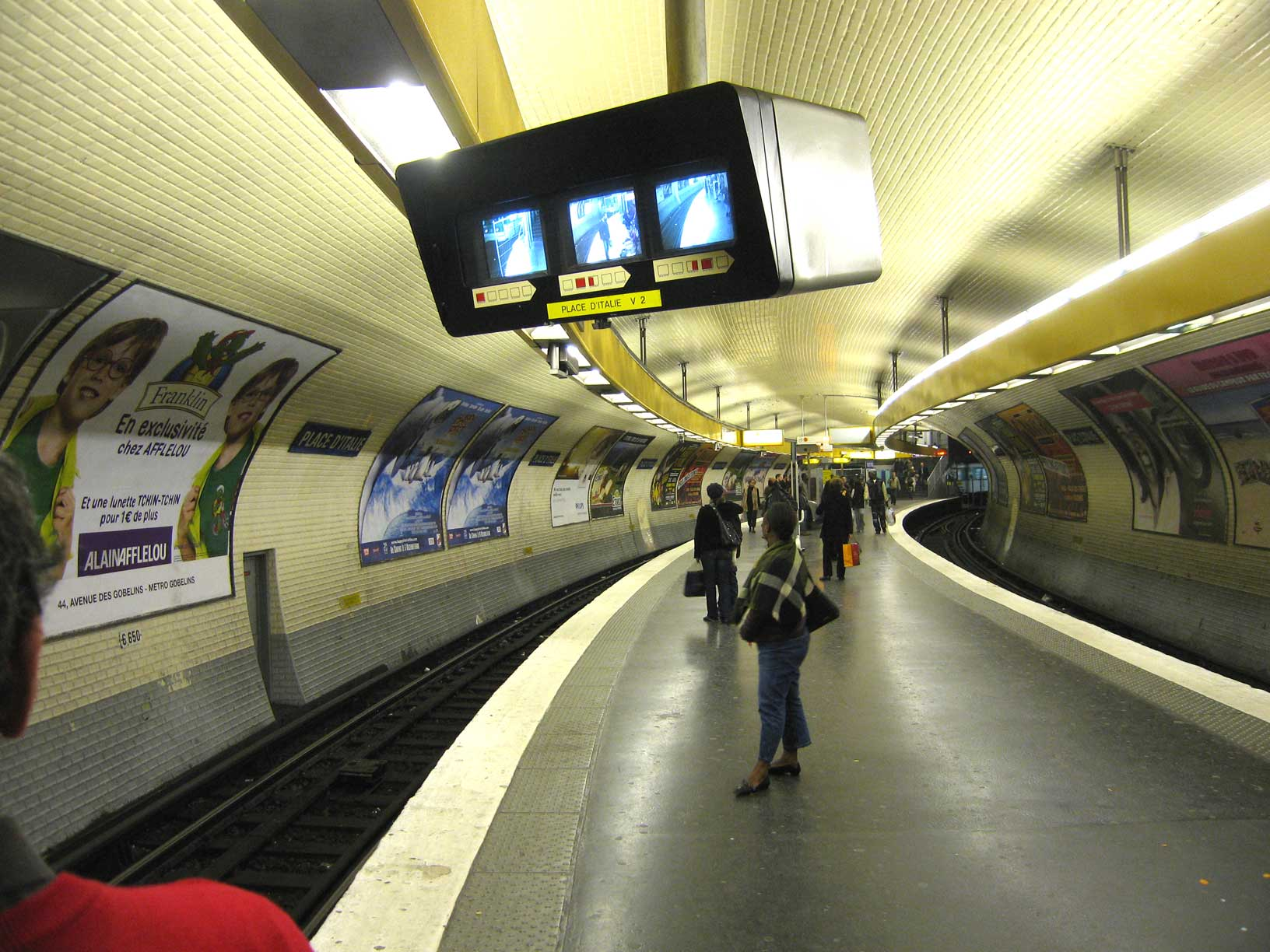
La station de la ligne 5, en courbe et à quai central.
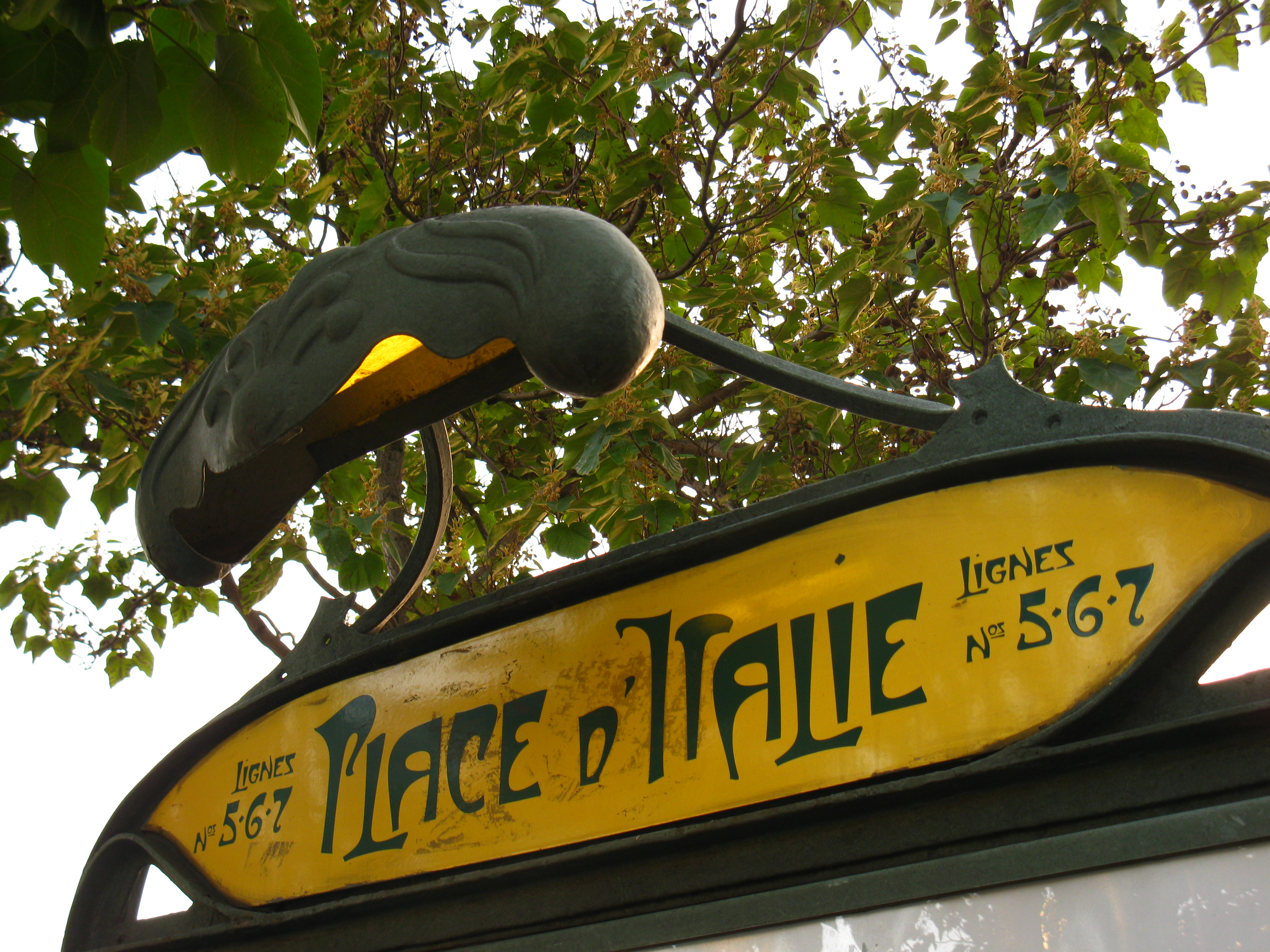
Typographie sur l'entrée de la station.